# Home (album de The Gathering)
Pour les articles homonymes, voir Home.
Albums de The Gathering
Sleepy Buildings – A Semi Acoustic Evening (Live)
(2004) A Noise Severe (Live)
(2007)
Singles
1. Alone
Sortie : 2006

Home est le 8e album studio du groupe de rock néerlandais The Gathering sorti le 15 avril 2006 sur le label Noise Records, à l'exception des États-Unis et du Canada où il est distribué par le label The End Records à partir du 18 avril 2006.

## Contexte
Il s'agit du dernier album studio enregistré avec la chanteuse Anneke van Giersbergen qui quittera le groupe en 2007 pour mener à bien de nouveaux projets musicaux. C'est en revanche le premier réalisé avec la bassiste Marjolein Kooijman qui a remplacé Hugo Prinsen Geerligs.
Le groupe, qui recherchait un environnement inédit pour travailler, a enregistré l'album avec un home studio installé dans une église du village de Maurik aux Pays-Bas durant l'automne 2005 et l'hiver 2006. Des sessions complémentaires ont été réalisées aux studios FishMarket à Nimègue et Bauwhaus à Amsterdam.
La formation poursuit son orientation musicale vers des ambiances atmosphériques et intimes, côtoyant toujours le rock sur plusieurs morceaux. 
Home est dédié à Henk Rutten, le père de Hans et René (le batteur et le guitariste de The Gathering) qui est décédé pendant l'enregistrement.

## Liste des titres
Toutes les musiques sont composées par The Gathering.
Toutes les paroles sont écrites par Anneke van Giersbergen
| 1.    | Shortest Day                 | 4:13 |
| 2.    | In Between                   | 4:44 |
| 3.    | Alone                        | 4:57 |
| 4.    | Waking Hour                  | 5:38 |
| 5.    | Fatigue                      | 1:49 |
| 6.    | A Noise Severe               | 6:07 |
| 7.    | Forgotten                    | 3:25 |
| 8.    | Solace                       | 3:51 |
| 9.    | Your Troubles Are Over       | 3:46 |
| 10.   | Box                          | 4:44 |
| 11.   | The Quiet One (instrumental) | 2:16 |
| 12.   | Home                         | 6:58 |
| 13.   | Forgotten Reprise            | 7:59 |
| 60:25 |                              |      |

## Musiciens
- Anneke van Giersbergen : chant, guitares
- René Rutten : guitares, flûte
- Frank Boeijen : claviers, spoken words (titre 8)
- Marjolein Kooijman : basse
- Hans Rutten : batterie

Musiciens additionnels
- Kristin Fjellseth et Gema : spoken words (titre 8)

## Classements hebdomadaires
| Classement (2006)             | Meilleure place |
| ----------------------------- | --------------- |
| France (SNEP)                 | 58              |
| Pays-Bas (Mega Album Top 100) | 34              |